# Tomas Ress
Tomas Ress, (nacido el 22 de agosto de 1980 en Salorno, Italia) es un jugador italiano de baloncesto. Con 2.08 de estatura, su puesto natural en la cancha es la de pívot. 

## Trayectoria
- Virtus Pallacanestro Bologna (1997-1998)
- Hileah Champagnat Catholic H.S. (1998-1999)
- Universidad de Texas A&M (1999-2003)
- Victoria Libertas Pesaro (2003-2005)
- Fortitudo Bologna (2005-2006)
- Pallacanestro Reggiana (2006-2007)
- Mens Sana Siena (2007-2014)
- Reyer Venezia (2014-)

## Palmarés
- Lega Basket Serie A: 7

Mens Sana Siena:  2008, 2009, 2010, 2011, 2012, 2013
Reyer Venezia: 2016-17
- Copa de Italia: 5

Mens Sana Siena: 2009, 2010, 2011, 2012, 2013
- Supercopa de Italia de Baloncesto: 7

Fortitudo Bologna: 2005
Mens Sana Siena: 2007, 2008, 2009, 2010, 2011, 2013